# Лялик Василь Олексійович
Васи́ль Олексі́йович Лялик (2 червня 1976 — 20 травня 2022) — український військовик, солдат, учасник Російсько-української війни. 

## З життєпису
У березні 2022 року Василь був мобілізований у Збройні Сили України. Захищав Вітчизну у складі інженерно-технічної роти 14-ї окремої механізованої бригади. Героїчно загинув при виконанні бойового завдання 20 травня на Донеччині[неавторитетне джерело].

## Нагороди
- Орден «За мужність» III ступеня (посмертно)[4][5][первинне джерело].